# José do Patrocínio Bacelar e Oliveira

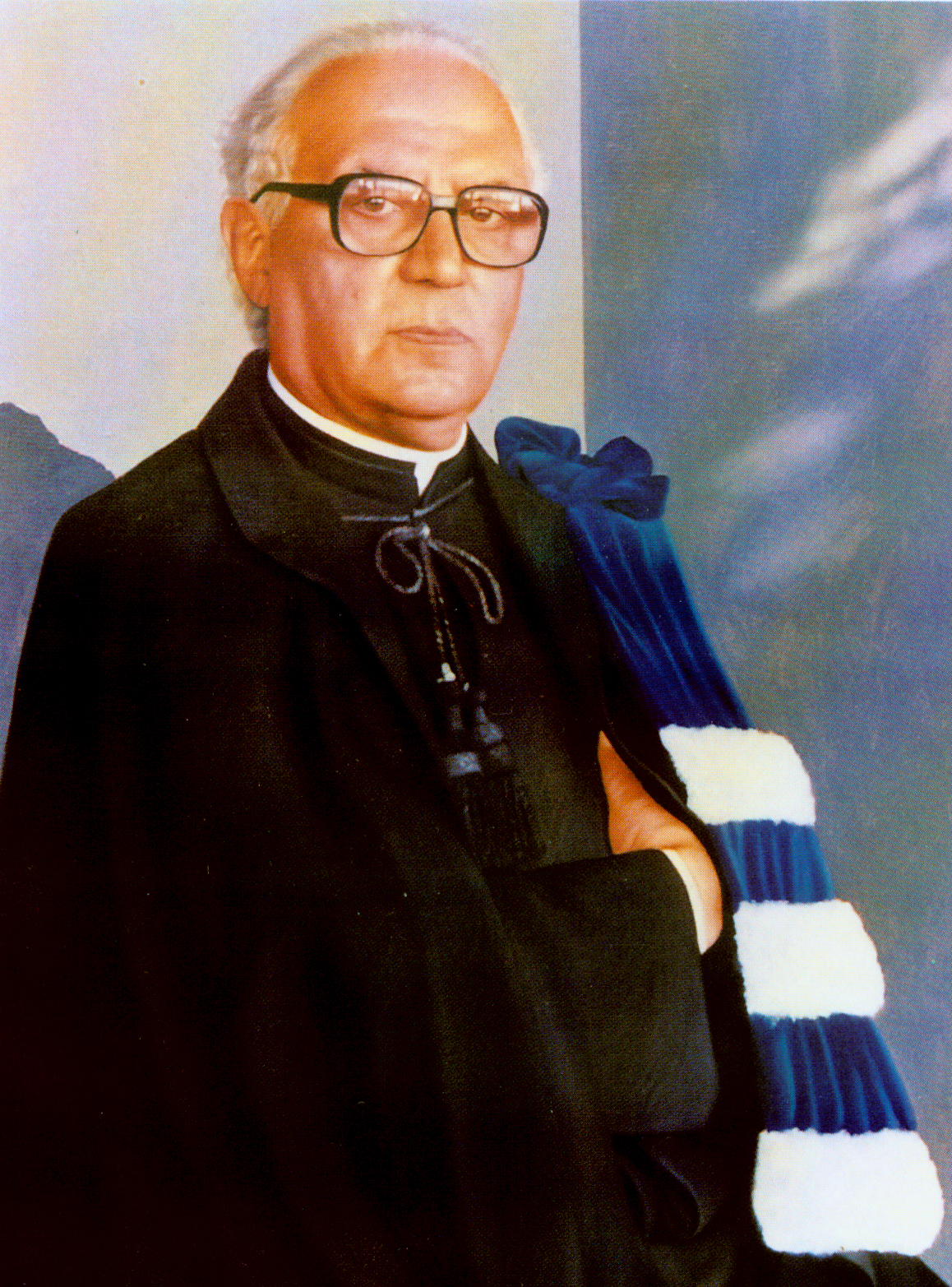
José do Patrocínio Bacelar e Oliveira

José do Patrocínio Bacelar e Oliveira (auch José Bacelar e Oliveira, * 18. Oktober 1916 in Cervães; † 30. Juli 1999 in Braga) war ein portugiesischer Jesuit, Philosoph und Hochschullehrer.

## Leben und Werk
José Bacelar trat am 13. Oktober 1937 in das Noviziat der Gesellschaft Jesu in Alpendurada ein. Er studierte Philosophie in Braga und Madrid (1939–1944) und Theologie in Granada (1944–1947). Hier wurde er am 15. Juli 1946 zum Priester geweiht. Er promovierte von 1947 bis 1949 in Philosophie an der Päpstlichen Universität Gregoriana in Rom mit einer Arbeit über den Menschen als Antinomie und Harmonie in der metaphysischen Konzeption des heiligen Thomas von Aquin. Er lehrte anschließend als Professor für Philosophie an der Katholischen Universität Portugal (UCP), deren Gründungsrektor er von 1962 bis 1968 war. Von 1968 bis 1972 war er Vizerektor und von 1972 bis 1988 für vier weitere aufeinanderfolgende Amtszeiten wiederum Rektor dieser Institution. José Bacelar war Gründer (1980), erster Vorstandsvorsitzender und großer Förderer der Sociedade Científica da UCP (Wissenschaftliche Gesellschaft der UCP).
José Bacelar veröffentlichte auch Artikel in deutscher Sprache wie den Artikel zu Jerónimo Osório in der zweiten Auflage des Lexikon für Theologie und Kirche. Seine in mehreren philosophischen Publikationen verstreuten Studien wurden 2003 zusammengetragen und von der Imprensa Nacional-Casa da Moeda (INCM) unter dem Titel Estudos de Metafísica e Ontologia – Perspectivas de um Horizonte Filosófico („Studien zur Metaphysik und Ontologie – Perspektiven auf einen philosophischen Horizont“) herausgegeben.